# Liste der Vizegouverneure von South Carolina
Die nachfolgende Liste zeigt alle Vizegouverneure des US-Bundesstaates South Carolina (Lieutenant Governor of South Carolina) von 1730 bis zur Gegenwart. In South Carolina werden der Vizegouverneur und der Gouverneur getrennt voneinander gewählt und nicht wie in anderen Staaten zusammen. Deshalb kann der Vizegouverneur einer anderen politischen Partei angehören als der Gouverneur.

## Königliche Periode (1729–1776)
Das Amt des Vizegouverneurs wurde 1729 durch die britische Regierung unter der Aufsicht des Board of Trade geschaffen. Der erste Vizegouverneur war Thomas Broughton und er trat sein Amt am 1. Januar 1730 an. Davor ernannte der Gouverneur einen Deputy Governor, der während seiner Abwesenheit an seine Stelle agierte. Es gab nur drei Vizegouverneure während der königlichen Periode, wobei zwei von ihnen Vater und Sohn waren.
| Name             | Amtszeit  |
| ---------------- | --------- |
| Thomas Broughton | 1730–1737 |
| William Bull I.  | 1737–1755 |
| William Bull II. | 1755–1776 |

## Staat South Carolina (1776 bis heute)

### Vizepräsidenten unter der Verfassung von 1776
Die General Assembly wählte den Vizepräsidenten für eine zweijährige Amtszeit.
| Name          | Amtszeit  |
| ------------- | --------- |
| Henry Laurens | 1776–1777 |
| James Parsons | 1777–1779 |

### Vizegouverneure unter der Verfassung von 1778
Die General Assembly wählte den Vizegouverneur für eine zweijährige Amtszeit.
| Name                | Amtszeit  | Partei     |
| ------------------- | --------- | ---------- |
| Thomas Bee          | 1779–1780 |            |
| Christopher Gadsden | 1780–1782 |            |
| Richard Hutson      | 1782–1783 |            |
| Richard Beresford   | 1783      |            |
| William Moultrie    | 1784–1785 |            |
| Charles Drayton     | 1785–1787 |            |
| Thomas Gadsden      | 1787–1789 | Föderalist |
| Alexander Gillon    | 1789–1791 | Föderalist |

### Vizegouverneure unter der Verfassung von 1790
Die General Assembly wählte den Vizegouverneur für eine zweijährige Amtszeit.
| Name                          | Amtszeit  | Partei                |
| ----------------------------- | --------- | --------------------- |
| Isaac Holmes                  | 1791–1792 | Föderalist            |
| James Ladson                  | 1792–1794 | Föderalist            |
| Lewis Morris                  | 1794–1796 | Föderalist            |
| Robert Anderson               | 1796–1798 | Democratic Republican |
| John Drayton                  | 1798–1800 | Democratic Republican |
| Richard Winn                  | 1800–1802 | Democratic Republican |
| Ezekiel Pickens               | 1802–1804 | Democratic Republican |
| Thomas Sumter Jr.             | 1804–1806 | Democratic Republican |
| John Hopkins                  | 1806–1808 | Democratic Republican |
| Frederick Nance               | 1808–1810 | Democratic Republican |
| Samuel Farrow                 | 1810–1812 | Democratic Republican |
| Eldred Simkins                | 1812–1814 | Democratic Republican |
| Robert Creswell               | 1814–1816 | Democratic Republican |
| John Alfred Cuthbert          | 1816–1818 | Democratic Republican |
| William Youngblood            | 1818–1820 | Democratic Republican |
| William Pinckney              | 1820–1822 | Democratic Republican |
| Henry Bradley                 | 1822–1824 | Democratic Republican |
| William Bull                  | 1824–1826 | Democratic Republican |
| James Hervey Witherspoon      | 1826–1828 | Democratic Republican |
| Thomas Williams               | 1828–1830 | Demokrat              |
| Patrick Noble                 | 1830–1832 | Demokrat              |
| Charles Cotesworth Pinckney   | 1832–1834 | Demokrat              |
| Whitemarsh Benjamin Seabrook  | 1834–1836 | Demokrat              |
| William DuBose                | 1836–1838 | Demokrat              |
| Barnabas Kelet Henagan        | 1838–1840 | Demokrat              |
| William Kennedy Clowney       | 1840–1842 | Demokrat              |
| Isaac Donnom Witherspoon      | 1842–1844 | Demokrat              |
| John Fulton Ervin             | 1844–1846 | Demokrat              |
| William Cain                  | 1846–1848 | Demokrat              |
| William Henry Gist            | 1848–1850 | Demokrat              |
| Joshua John Ward              | 1850–1852 | Demokrat              |
| James Henderson Irby          | 1852–1854 | Demokrat              |
| Richard de Treville           | 1854–1856 | Demokrat              |
| Gabriel Cannon                | 1856–1858 | Demokrat              |
| Merrick Ezra Carn             | 1858–1860 | Demokrat              |
| William Wallace Harllee       | 1860–1862 | Demokrat              |
| Plowden Charles Jennet Weston | 1862–1864 | Demokrat              |
| Robert Gadsden McCaw          | 1864–1865 | Demokrat              |

### Vizegouverneure unter der Verfassung von 1865
Die erste Verfassung von South Carolina, die eine Direktwahl des Vizegouverneurs vorsah.
| Name                    | Amtszeit  | Partei |
| ----------------------- | --------- | ------ |
| William Dennison Porter | 1865–1868 |        |

### Vizegouverneure unter der Verfassung von 1868
| Name                        | Amtszeit  | Partei       |
| --------------------------- | --------- | ------------ |
| Lemuel Boozer               | 1868–1870 | Republikaner |
| Alonzo Jacob Ransier        | 1870–1872 | Republikaner |
| Richard Howell Gleaves      | 1872–1876 | Republikaner |
| William Dunlap Simpson      | 1876–1879 | Demokrat     |
| John Doby Kennedy           | 1879–1882 | Demokrat     |
| John Calhoun Sheppard       | 1882–1886 | Demokrat     |
| William Lawrence Mauldin    | 1886–1890 | Demokrat     |
| Eugene Blackburn Gary       | 1890–1893 | Demokrat     |
| Washington Hodges Timmerman | 1893–1897 | Demokrat     |

### Vizegouverneure unter der Verfassung von 1895
| Name                      | Amtszeit  | Partei       |
| ------------------------- | --------- | ------------ |
| Miles Benjamin McSweeney  | 1897–1899 | Demokrat     |
| Robert Bethea Scarborough | 1899–1901 | Demokrat     |
| James H. Tillman          | 1901–1903 | Demokrat     |
| John Trimmier Sloan       | 1903–1907 | Demokrat     |
| Thomas Gordon McLeod      | 1907–1911 | Demokrat     |
| Charles Aurelius Smith    | 1911–1915 | Demokrat     |
| Andrew Jackson Bethea     | 1915–1919 | Demokrat     |
| Junius T. Liles           | 1919–1921 | Demokrat     |
| Wilson Godfrey Harvey     | 1921–1923 | Demokrat     |
| Edmund Bellinger Jackson  | 1923–1927 | Demokrat     |
| Thomas Bothwell Butler    | 1927–1931 | Demokrat     |
| James Sheppard            | 1931–1935 | Demokrat     |
| Joseph Emile Harley       | 1935–1941 | Demokrat     |
| vakant                    |           |              |
| Ransome Judson Williams   | 1943–1945 | Demokrat     |
| vakant                    |           |              |
| George Bell Timmerman     | 1947–1955 | Demokrat     |
| Ernest Frederick Hollings | 1955–1959 | Demokrat     |
| Burnet Rhett Maybank Jr.  | 1959–1963 | Demokrat     |
| Robert Evander McNair     | 1963–1965 | Demokrat     |
| vakant                    |           |              |
| John Carl West            | 1967–1971 | Demokrat     |
| Earle Morris              | 1971–1975 | Demokrat     |
| William Brantley Harvey   | 1975–1979 | Demokrat     |
| Ferdinan B. Stevenson     | 1979–1983 | Demokrat     |
| Michael Roland Daniel     | 1983–1987 | Demokrat     |
| Nick Andrew Theodore      | 1987–1995 | Demokrat     |
| Bob Peeler                | 1995–2003 | Republikaner |
| Rudolph Andreas Bauer     | 2003–2011 | Republikaner |
| James Kenneth Ard         | 2011–2012 | Republikaner |
| Glenn Fant McConnell      | 2012–2014 | Republikaner |
| J. Yancey McGill          | 2014–2015 | Demokrat     |
| Henry Dargan McMaster     | 2015–2017 | Republikaner |
| Kevin L. Bryant           | 2017–2019 | Republikaner |
| Pamela Evette             | seit 2019 | Republikaner |